# Etty von Stein zu Nord- und Ostheim
Etty (Henriette) Freiin von Stein zu Nord- und Ostheim (* 27. Mai 1872; † 15. November 1944 in Jannes) war verheiratet mit dem makedonischen Großgrundbesitzer und Abgeordneten des griechischen Parlaments Christos HadjiLazaros. Sie war vor und während der Balkankriege, nach dem Ersten Weltkrieg und in der Folge des Bevölkerungsaustauschs zwischen Griechenland und der Türkei eine der führenden Organisatorinnen von Volksküchen sowie der Versorgung von Flüchtlingen mit Unterkunft und Lebensmitteln in Thessaloniki.

## Leben und familiäres Umfeld
Etty (Henriette) Freiin von Stein zu Nord- und Ostheim entstammte einer fränkischen reichsritterschaftlichen Familie, die 1830 in die Adelige Ganerbschaft des Hauses Alten Limpurg, einer seit dem Mittelalter bestehenden Frankfurter Patriziergesellschaft, aufgenommen worden war. Sie wurde am 27. Mai 1872 als Tochter des sachsen-coburgischen und gothaischen Geheimen Regierungsrates Karl Ludwig Freiherr von Stein zu Nord- und Ostheim (1828–1915) und der Marie geb. Freiin von Dietrich (1847–1933) geboren. Sie war das zweite von 5 Kindern nach Adelheid (1870–1960) und vor Dietrich (* 1875), Ernst (* 1879) und Vera (Veronika) (* 15. Oktober 1887). Wie ihre Mutter, die aus dem Elsass stammte, sprach sie auch fließend Französisch.
1896 heiratete sie Christos HadjiLazaros (*6.2.1848, † 11.9.1931), der einer angesehenen und begüterten Familie in Makedonien entstammte. In den folgenden Jahrzehnten lebt sie vor allem in Thessaloniki, bzw. auf dem Familienlandgut Jannes (heute: Metallikó). Ihre Ehe blieb kinderlos. Im November 1944 wurde Etty von Stein-HadjiLazaro unter bis heute nicht geklärten Umständen entführt und am 15.11.1944 in Jannes ermordet.
In über 1000 erhaltenen Briefen an ihre Familie schilderte Etty von Stein tagesaktuell und sehr detailliert ihr Leben und die politische Entwicklung im osmanischen Makedonien und später in Griechenland und Thessaloniki.

## Karitatives Wirken in Thessaloniki
Schon bald nach ihrer Ankunft im Orient engagierte sie sich zunehmend in karitativen Tätigkeiten. Vor und während der Balkankriege organisierte sie Brotversorgung, Suppenküchen, Flüchtlingsunterkünfte und Gefangenenhilfe, kümmerte sich als Vorsitzende des griech. Hilfsvereins um die Familien von Soldaten und um die Versorgung der bis zu 40.000 Flüchtlinge, die im ersten Balkankrieg in Thessaloniki Schutz suchten. Unterstützt wurde sie zu dieser Zeit von der königlichen Familie (die 1912/13 in Thessaloniki in einem der Häuser der HadjiLazaro-Familie lebte) und den drei protestantischen Geistlichen (dem deutschen, dem griechischen und einem amerikanischen Missionar). 1916 musste Etty Griechenland verlassen, während ihr Mann – als Parlamentsabgeordneter der royalistischen Partei – in Lesbos interniert wurde.
Nach ihrer Rückkehr 1920 fand ihre karitative Tätigkeit 1922/23 den Höhepunkt nach dem Griechisch-Türkischen Krieg, in dessen Folge viele der insgesamt bis zu 1,5 Mio. Vertriebenen aus Kleinasien in Thessaloniki strandeten. In Zusammenarbeit mit dem griechischen Hilfsverein und dem amerikanischen Roten Kreuz organisierte sie in großem Stil deren Versorgung mit Lebensmitteln, Medizin und Unterkunft.
Nachdem ihr Mann 1928 einen Schlaganfall erlitten hatte und zum Pflegefall geworden war, zog sie sich aus der öffentlichen Tätigkeit zurück und pflegte ihn bis zu seinem Tod am 11.9.1931. Gleichzeitig führte sie einen langen und zermürbenden Kampf um Rückgabe und Entschädigungszahlungen für das zerstörte und für Flüchtlinge beschlagnahmte Familiengut Jannes und dessen Wiederaufbau. Seit 1932 wurde sie dabei von ihrer jüngeren Schwester Vera unterstützt, die 1933 den Familienanwalt Georgios M. Papailiakis heiratete. Vera Papiliakis erhielt am 28.10.1954 den griech. Rot-Kreuz-Orden für ihre Tätigkeit während des Zweiten Weltkriegs.